# یوشیکی کیریشیتا
یوشیکی کیریشیتا (انگلیسی: Yoshiki Kirishita؛ زادهٔ ۲۷ دسامبر ۱۹۹۸) بازیکن هاکی روی چمن اهل ژاپن است.